# Boris Vassiliev (écrivain)
Pour les articles homonymes, voir Vassiliev et Boris Vassiliev.
Œuvres principales
Ici les aubes sont plus douces
Boris Lvovitch Vassiliev (en russe : Васильев, Борис Львович), né le 21 mai 1924 à Smolensk (Union soviétique) et mort le 11 mars 2013 à Moscou (Russie), est un écrivain et scénariste soviétique, puis russe.
Il est connu pour ses romans de guerre comme Ici les aubes sont plus douces (1969), Son nom n'était pas sur la liste (1974), Demain c'était la guerre (1984). Il écrit également L'Histoire des Oleksine (1977-1998), une saga qui brosse le portrait d'une famille du gouvernement de Smolensk, inspirée par la lignée maternelle de ses ancêtres et plusieurs romans historiques consacrés à la Rus' de Kiev (1996-2010).

## Biographie
Fils de Lev Vassiliev (1892-1968), un officier de carrière dans l'armée impériale russe, plus tard dans l'armée rouge, et d'Elena Alekseieva (1892-1978), issue de la petite noblesse russe, Boris Vassiliev naît à Smolensk.
Il fait ses études à Smolensk, et en 1941, lorsque les opérations militaires de la Seconde Guerre mondiale commencent sur le front de l'Est, il finit le cursus d'études secondaires. Il s'engage dans l'armée rouge et participe notamment à la bataille de Moscou. Il est blessé au cours de l'assaut aéroporté près de Viazma le 16 mars 1943. Après cette blessure, Vassiliev est démobilisé de l'armée et, à l'automne 1943, envoyé pour étudier à l'Académie militaire des forces blindées et mécanisées à Lefortovo. En 1946, il est diplômé de l'Académie, et travaille comme  ingénieur dans l'Oural. En 1952, il rejoint le parti communiste. Il se retire de l'armée en 1954, avec le grade de capitaine-ingénieur.
Le début littéraire de Vassiliev fut la pièce Tankistes (1954), consacrée au conflit de générations dans l'armée d'après-guerre. Adapté sur scène du Théâtre académique central de l'Armée russe, sous le titre Officier, après deux productions d'essai en décembre 1955, n'a pas été mis en scène depuis. Vassiliev s'essaie ensuite comme scénariste. Deux de ses scénarios sont adaptés par Rafail Goldin : Encore un vol (1958), Une longue journée (1961). En 1971, le long métrage Officiers réalisé par Vladimir Rogovoy, connait un franc succès[réf. souhaitée].
Il se fait connaître en 1969, après la publication dans le journal Iounost (n ° 8) du roman Ici les aubes sont plus douces. 
Son roman Ivanov Kater publié dans la revue Novy Mir en 1970 (n ° 8-9), est porté à l'écran par le réalisateur Mark Osepyan en 1972, mais la projection est interdite par la censure, les spectateurs ne le découvrirent qu'en 1987.
En 1970, l'histoire Ici les aubes sont plus douces est adaptée au théâtre Taganka et devient l'une des productions les plus célèbres des années 1970. En 1972, l'œuvre est adapté au cinéma par Stanislav Rostotsky.
Il est membre du premier congrès des députés du peuple de l'URSS en mai 1989 .
Au cours des dernières années de sa vie, il publie plusieurs romans consacrés à l'histoire de la Rus' de Kiev : Oleg le Sage (1996), Alexandre Nevski (1997), Olga, le reine de la Rus (2001), Prince Svyatoslav (2006), Vladimir le Beau Soleil (2007), Vladimir Monomaque (2010).
Membre de l'Union des écrivains de Moscou et de l'Union des directeurs de la photographie de Russie, membre de l'Académie russe des arts cinématographiques Nika.
L'écrivain meurt le 11 mars 2013 à Moscou à l'âge de 88 ans, d'une insuffisance cardiaque.
Boris Vassiliev est enterré au cimetière Vagankovo, à côté de sa femme Zorya Polyak (1926-2013).

## Œuvre
- Ici les aubes sont plus douces, roman paru pour la première fois dans la revue Iounost en 1969, a été traduit du russe par Svetlana Delmotte et publié chez Robert Laffont en 1980  (ISBN 978-2-221-00460-9)

## Adaptations
- 1958 : Un trajet subséquent (ru) (Ocherednoy reys) de Rafaïl Goldine (ru)
- 1961 : Une longue journée (ru) (Dlinny den) de Rafaïl Goldine
- 1964 : La Trace sur l'océan (ru) (Sled v okeane) d'Oleg Nikolaïevski (ru)
- 1966 : La Régate royale (ru) (Korolevskaya regata) de Iouri Tchoulioukine
- 1969 : En route pour Berlin (ru) (Na pouti v Berlin) de Mikhaïl Erchov (ru)
- 1971 : Les Officiers (Офицеры, Ofitsery) de Vladimir Rogovoï (ru)
- 1972 : La 359e section (A zori zdes tikhie) de Stanislav Rostotski
- 1972 : La Vedette d'Ivan (ru) (Ivanov kater) de Marc Ossepian (ru)
- 1972 : Le tout dernier jour (ru) (Samy posledni den) de Mikhaïl Oulianov

- 1976 : Un, deux... les soldats marchaient... (Aty-baty, chli soldaty) de Leonid Bykov
- 1980 : Ne tirez pas sur les cygnes blancs (ru) (Ne streliayte v belykh lebedei) de Rodion Nakhapetov
- 1982 : Et alors les vieux ? (Vy chyo, starichyo?) de Vassili Pitchoul
- 1985 : L'Accusé (ru) (Podsoudimy) de Iossif Kheifitz
- 1987 : Demain c'était la guerre (Zavtra byla voïna) de Iouri Kara
- 2025 : Il n'était pas sur les listes (В списках не значился) de Sergueï Korotaïev